# China Southern Airlines
China Southern Airlines er et kinesisk luftfartsselskab med hovedkvarter i Guangzhou i Guangdong-provinsen. Guangzhou Baiyun Internationale Lufthavn bliver brugt som hovedknudepunkt. Selskabet har den største luftflåde i Kina og det er også det selskab i landet som flest passagerer flyver med.

## Ekstern henvisning
- Wikimedia Commons har flere filer relateret til China Southern Airlines
- China Southern Airlines' hjemmeside Arkiveret 25. september 2006 hos  Wayback Machine

| Luftfart | Spire Denne artikel om flyvning er en spire som bør udbygges. Du er velkommen til at hjælpe Wikipedia ved at udvide den. |